# ギリシア教父
ギリシア教父とは2世紀以降のキリスト教著述家で、特にギリシア語で著述を行った神学者群のこと。教父というのは特に正統信仰に基づいて誤りのない著述を行い、自らも聖なる生涯を送ったと教会が認めた人々のことである。ただし新約聖書の著述家たちは教父には含まない（ラテン語で著作を行った教父たちはラテン教父という）。特に古代のギリシア教父たちは豊かなギリシア哲学の知識によってキリスト論、三位一体論の発展に寄与した。

## 概説
ギリシア教父たちの主な活動拠点はエジプトのアレクサンドレイア、現在はトルコ領であるカッパドキア地方、シリアのアンティオキア、エルサレム、また東ローマ帝国の首都であるコンスタンティノポリスなどであった。一方で、非ギリシア語圏の教会に赴任し、活動したエイレナイオスなどの例もある。
ユスティノスをはじめ、アレクサンドリアのクレメンス、オリゲネス、アタナシオス、カッパドキア三教父と呼ばれたカイサリアのバシレイオス、ナジアンゾスのグレゴリオス、ニュッサのグレゴリオス、またヨハネス・クリュソストモス（金口ヨハネス。クリュソストモス Chrysostomos とはギリシア語で「金の口」の意味で、説教に優れたためこう呼ばれる）、偽ディオニシウス・アレオパギタ、ダマスコスのヨアンネス（ダマスケヌス）などがギリシア教父の代表的な人物として挙げられる。
中世の神学者の称号を持つ聖人である新神学者聖シメオンと、ヘシュカスムを体系化したグレゴリオス・パラマスは、時代が下がるため思想史研究の文脈では通常教父とはいわないが、正教会において教父に相当する概念、聖師父（せいしふ）が時代を問わない呼称であるため、彼らも聖師父に数えられている。なお正教会において神学者の称号を持つ聖人は、聖使徒神学者福音記者イオアン（福音記者ヨハネ）、ナジアンゾスの神学者聖グリゴリイ（ナジアンゾスのグレゴリオス）、新神学者聖シメオンのみである。

## ギリシア教父の一覧
一覧の [ ] 内は日本正教会での呼称。中世ギリシア語・コイネーを元に教会スラヴ語を経た転写であり、古典ギリシャ語再建音がラテン語・その他各言語を経た転写である西方教会とは、転写が大きく異なっている。

### 3世紀以前

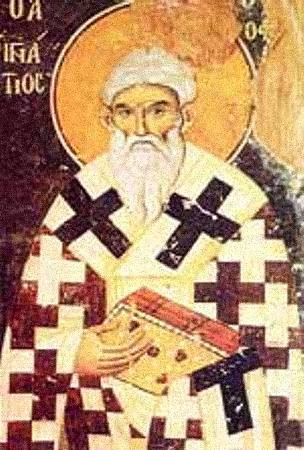
アンティオキアのイグナティオス [アンティオキアの聖イグナティ]
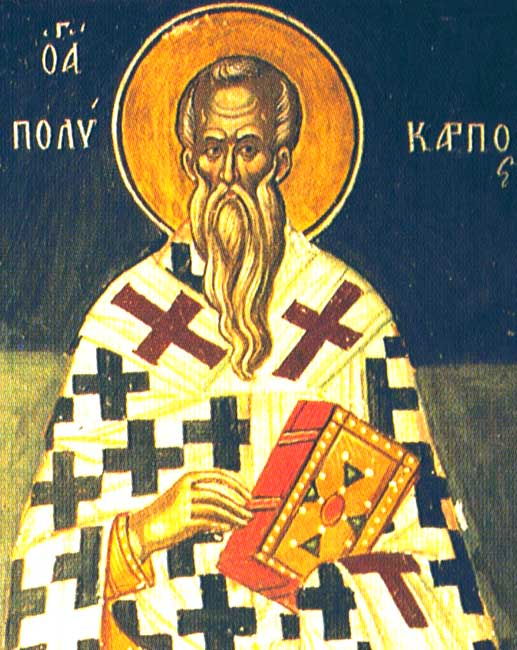
ポリュカルポス [ポリカルプ]

### 3世紀

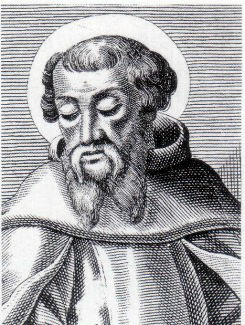
エイレナイオス
  [イリネイ]
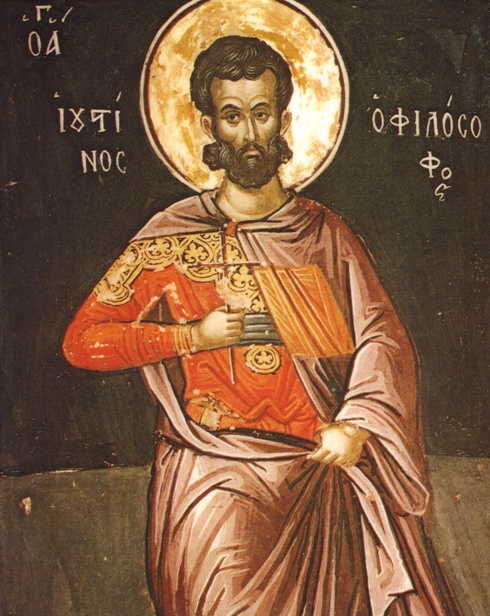
ユスティノス
  [イウスチン]
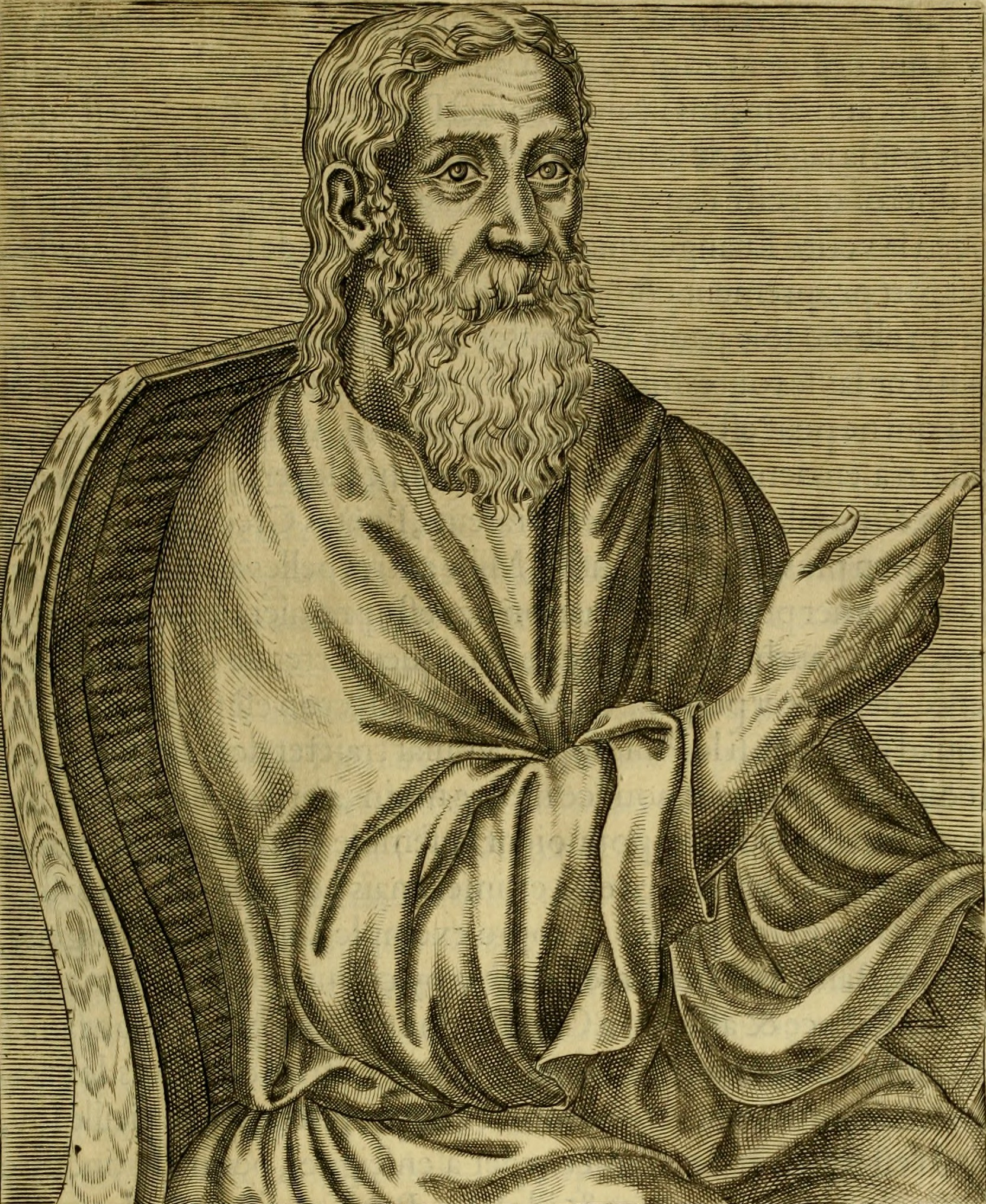
アレクサンドリアのクレメンス [アレクサンドリアの聖クリメント]
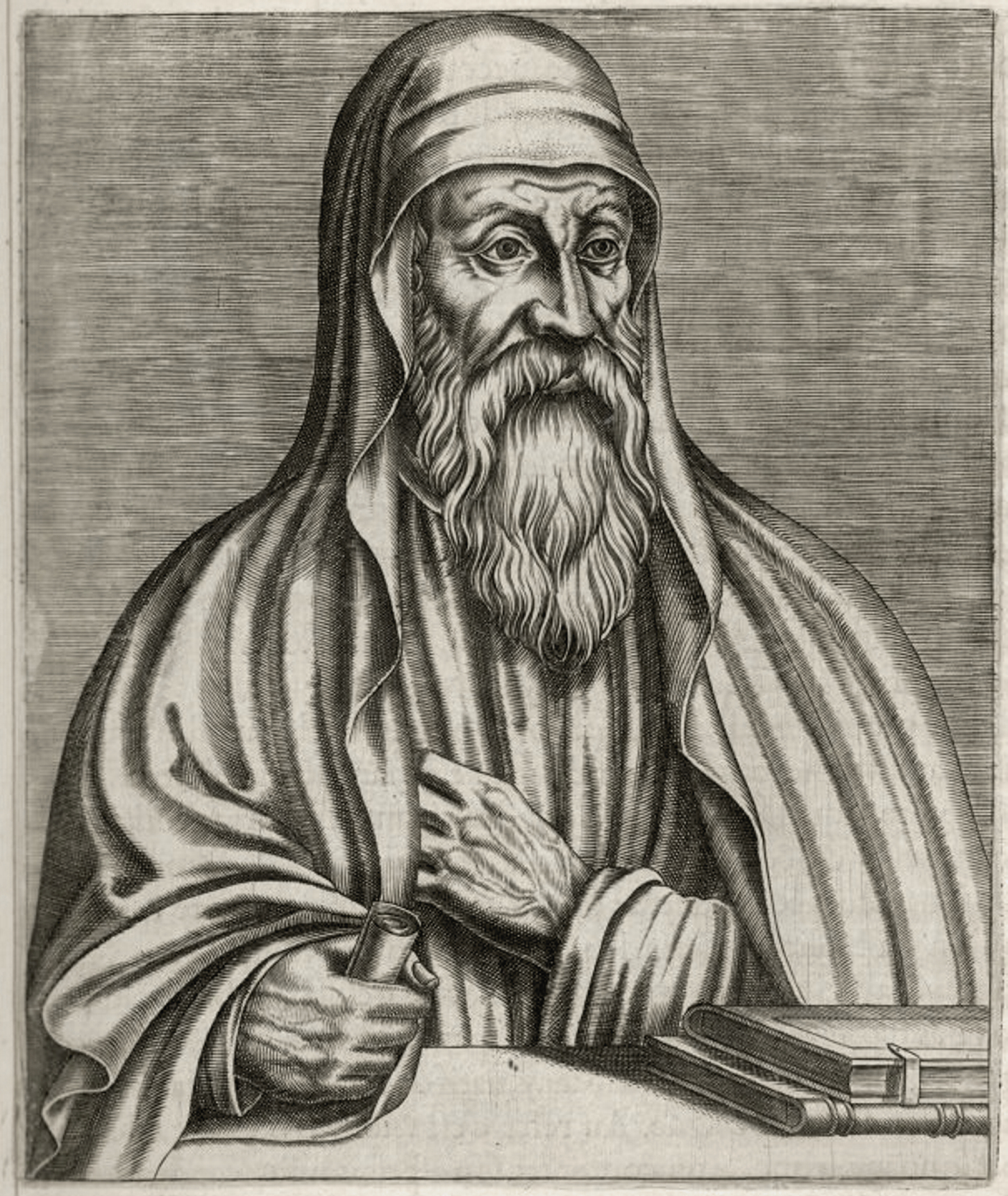
オリゲネス [オリゲン]

### 4世紀

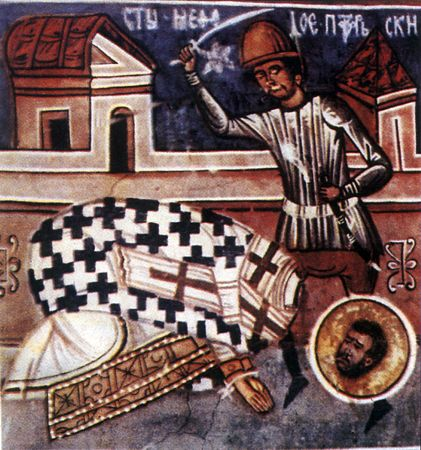
パタラのメトディオス [パタラの聖メフォディ]
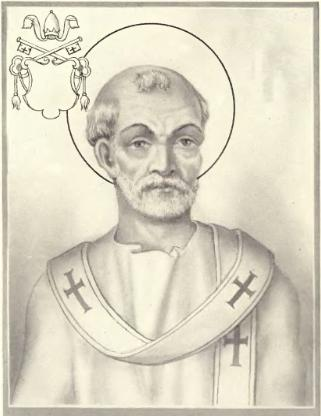
エウセビオス [エウセビイ]
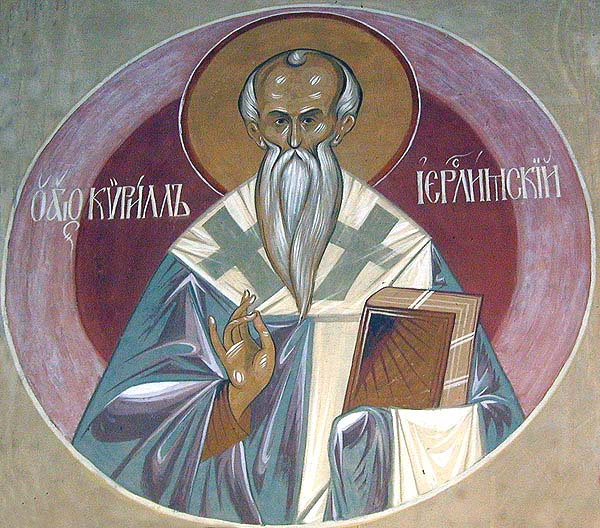
エルサレムのキュリロス [イェルサリムの聖キリル]

#### 四大ギリシア教父

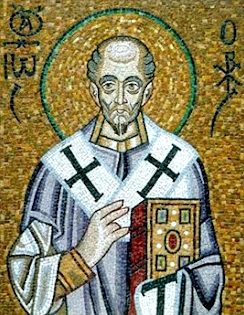
ヨハネス（ヨアンネス）・クリュソストモス
[金口イオアン]
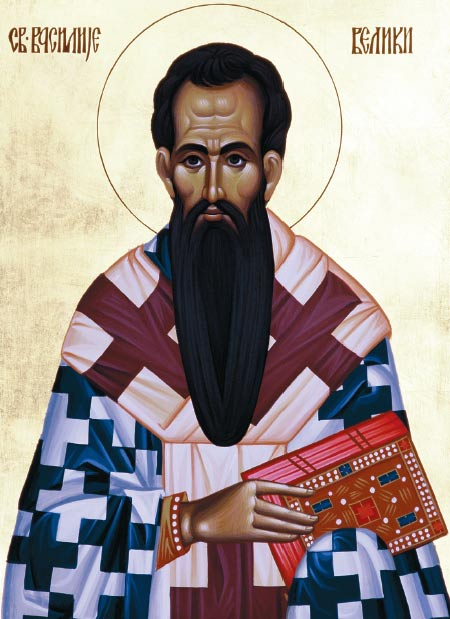
カイサリアのバシレイオス
 [聖大ワシリイ]
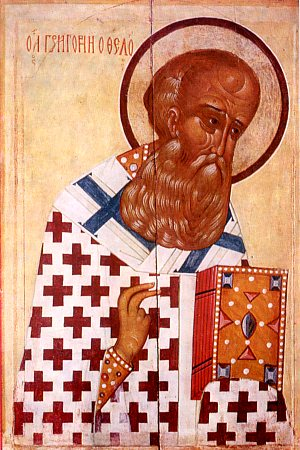
ナジアンゾスのグレゴリオス
[神学者グリゴリイ]
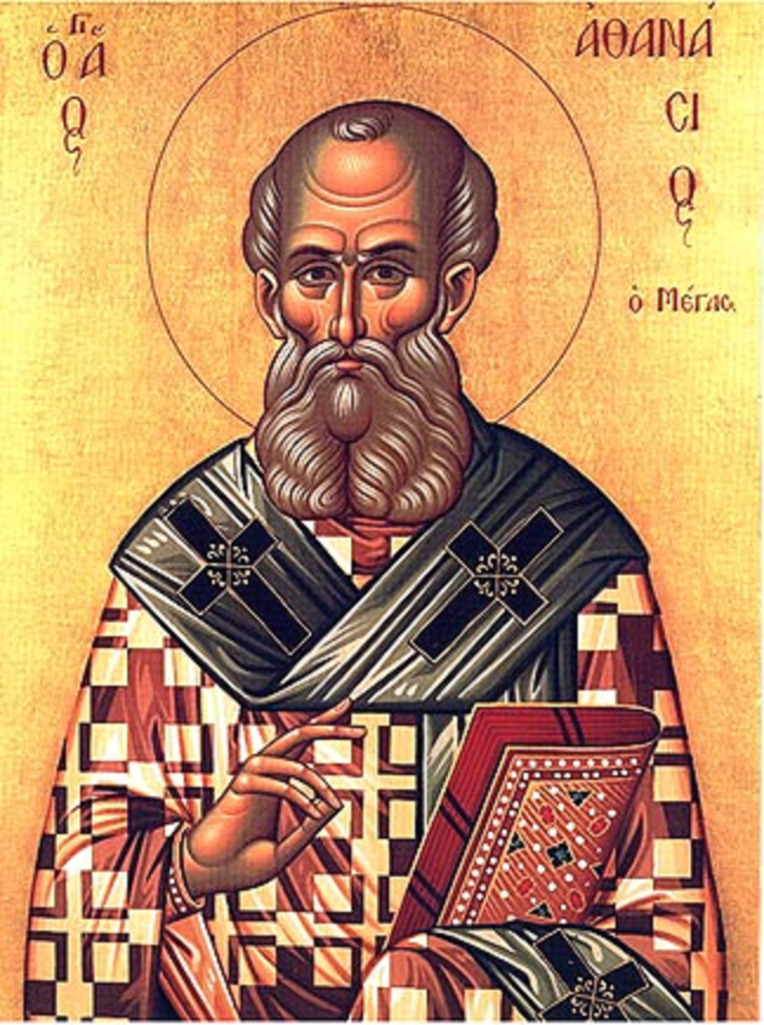
アレクサンドリアのアタナシオス
[アファナシィ]

### 5世紀以降

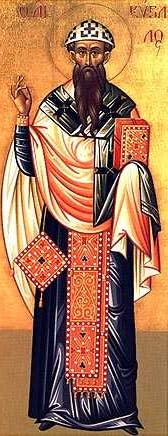
アレクサンドリアのキュリロス [アレクサンドリアの聖キリル]
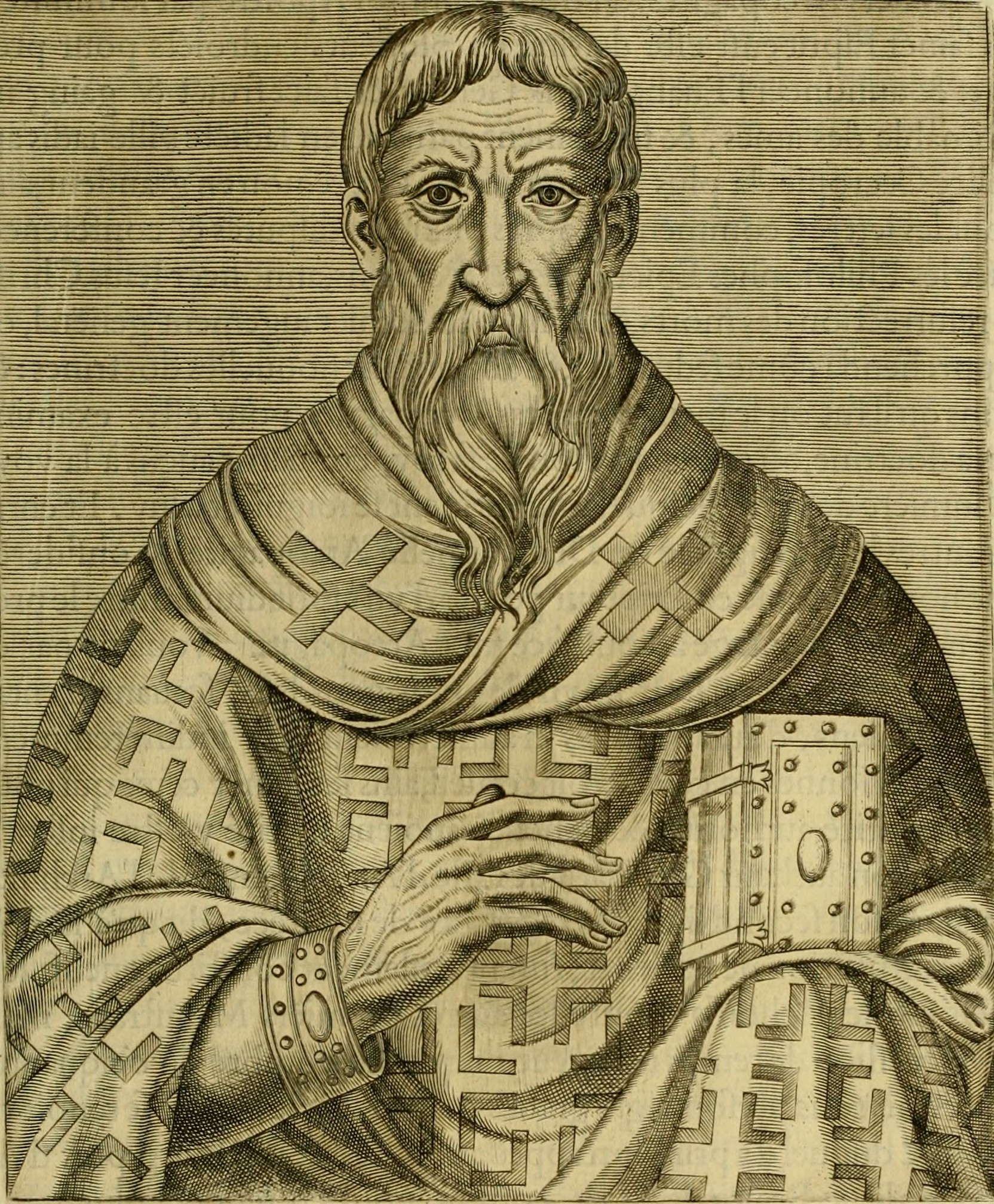
偽ディオニシウス・アレオパギタ （偽ディオニュシオス・ホ・アレオパギテース）
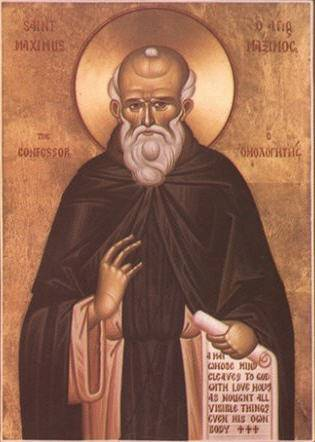
聖マクシモス （表信者・証聖者）
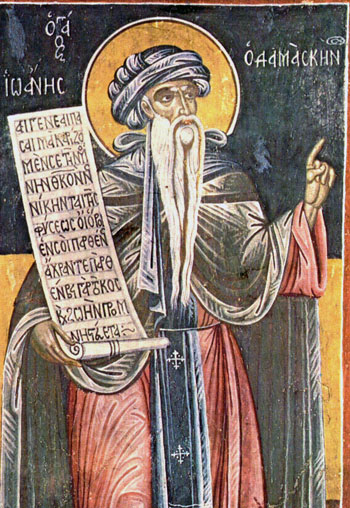
ダマスコスのヨアンネス [ダマスコの聖イオアン]
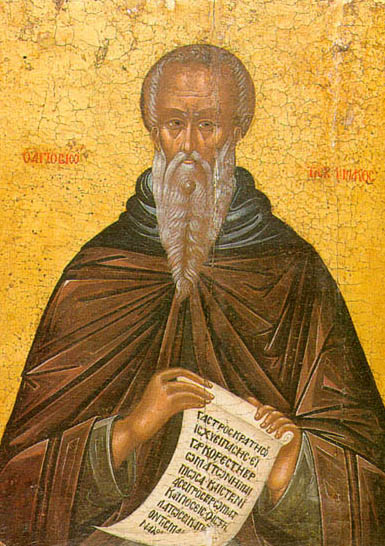
ヨアンネス・クリマコス
[階梯者聖イオアン]